# Laura Vasiliu
Laura Vasilu (Piatra Neamț, 25 gennaio 1976) è un'attrice rumena.
Si è diplomata all'Accademia di teatro e cinema di Bucarest.
Ha interpretato diversi film, tra cui Callas Forever di Franco Zeffirelli e 4 mesi, 3 settimane, 2 giorni (4 luni, 3 săptămâni şi 2 zile) di Cristian Mungiu, quest'ultimo vincitore della Palma d'oro al Festival di Cannes nel 2007.

## Filmografia parziale
- 4 mesi, 3 settimane, 2 giorni (4 luni, 3 săptămâni și 2 zile), regia di Cristian Mungiu (2007)
- Il resto della notte, regia di Francesco Munzi (2008)
- Fiore, regia di Claudio Giovannesi (2016)
- Crucifixion - Il male è stato invocato (The Crucifixion), regia di Xavier Gens (2017)
- Trei kilometri până la capătul lumii, regia di Emanuel Pârvu (2024)